# Zhang Zhong

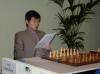
Zhang Zhong

Zhang Zhong (Chinees: 章鍾) (Chongqing, 5 september 1978) is een Chinese schaker. Hij werd Internationaal Meester (IM) in 1995 en grootmeester (GM) in 1998. Van 2007 tot 2017 had hij de Singaporese nationaliteit. 
Zhang leerde op achtjarige leeftijd schaken. 

## Toernooiresultaten
- In 1996 en in 1998 werd Zhang tweede bij het [wereldkampioenschap van de jeugd in de categorie tot 20 jaar.
- In 2001 werd hij kampioen van China.
- In datzelfde jaar eindigde hij op de zesde plaats in het schaaktoernooi in Hastings. De winnaar was Pendyala Harikrishna.
- Eveneens in 2001 speelde hij mee in het FIDE-Wereldkampioenschap in Moskou. Hij bereikte de derde ronde, waarin hij met 0,5–1,5 werd uitgeschakeld door Veselin Topalov.
- In 2002 won hij het 7e Wereldkampioenschap schaken voor universiteitsteams in Ulaanbaatar.[1]
- Hij werd in 2003 voor de tweede keer kampioen van China.
- In het Corus schaaktoernooi in 2003 in Wijk aan Zee werd hij met 11 pt. uit 13 de winnaar van de B-groep, Daniël Stellwagen werd met 3 punten achterstand tweede.
- In 2004 speelde hij in de A-groep van het Corus toernooi in Wijk aan Zee en eindigde hij met 5 pt. uit 13 als nummer dertien, Jan Timman sloot de rij als nummer veertien.
- In december 2004 speelde hij voor zijn land mee in het Tigran Petrosjan Internet Memorial, een toernooi tussen vier landen en behaalde 2.5 punt. Rusland werd met 9.5 punt eerste, China eindigde op de tweede plaats eveneens met 9.5 punt, Frankrijk werd met 8 punten derde en Armenië ten slotte werd vierde met 5 punten.
- In oktober 2005 werd in Haiderabad het 5e kampioenschap van Azië door hem gewonnen met 7.5 pt. uit 9.
- Bij de Wereldbeker Schaken 2005 versloeg hij in de eerste ronde Michail Kobalia, en werd in de tweede ronde uitgeschakeld door Ivan Sokolov.

In 2007 stapte hij naar over naar de nationale schaakfederatie van Singapore.
- In 2008 won hij het ASEAN Chess Circuit toernooi in Tarakan.[3]
- In 2014 werd hij bij de  4e HDBank Cup in Ho Chi Minh City gedeeld 1e–3e met Nguyen Ngoc Truong Son en Le Quang Liem, tweede na tiebreak.[4]
- Eveneens in 2014 won hij met 7.5 pt. uit 9 het 11e IGB Dato' Athur Tan Maleisië Open in Kuala Lumpur.[5]

In 2017 keerde Zhang terug naar de Chinese schaakfederatie.

## Sterkte
Per april 2010 stond Zhang net in de top 200 van actieve schakers, op plaats 197, en op plaats 24 bij de Aziatische schakers. Hij was de sterkste schaker van Singapore. Zijn FIDE-rating steeg van 2330 in 1994. vrijwel continu naar het hoogste punt van 2667 in juli 2001. In april 2003 piekte de rating weer, op 2666, en daalde daarna in 2004, 2005 en 2006. Het laagste punt was 2591 in januari 2005. Na een stijging naar 2656 in januari 2009 stond hij per maart 2010 op 2603. Per december 2014 was zijn rating 2614.  
Wereldkampioene Aleksandra Kostenjoek die in juni 2009 een top 10 van sterkste schaak-echtparen samenstelde op basis van gemiddelde rating, plaatste het echtpaar Zhang op de achtste plaats. Met andere criteria plaatste Peter Zhdanov hen op de 14e plaats van zijn 5000+ club.

## Nationale teams
Zhang nam deel aan negen Schaakolympiades: in 1996, 1998, 2002 (in Bled; hij scoorde 8.5 pt. uit 12), 2004 en 2006 voor China, in 2010, 2012, 2014 en 2016 voor Singapore. Zijn beste resultaat was de tweede plaats met het Chinese team in 2006.
In 2005 werd hij met het Chinese team tweede in het WK landenteams waarbij hij ook met zijn individuele score aan bord 4 een tweede plaats behaalde.
Vier keer nam hij deel aan de Aziatische teamkampioenschappen. In 1995 werd hij met het team van China tweede en behaalde Zhang het beste individuele resultaat aan het tweede reservebord. In 1999 behaalde hij aan bord 3 het derde individuele resultaat. In 2003 werd zijn team kampioen. Met het team van Singapore nam hij deel in 2012.

## Schaakverenigingen
In de Chinese competitie voor schaakverenigingen (China Chess League) speelde Zhang Zhong van 2005 tot 2008 voor Hebei, in 2009 voor Chongqing Mobile en in 2016 voor Beijing Beiao.

## Privé
Zhang is getrouwd met en trainer van Li Ruofan (1978), een Chinese damesgrootmeester (WGM) die eveneens voor Singapore uitkomt. Ze wonen in China, in Shenzhen.